# Hemieuxoa basistriga
Hemieuxoa basistriga är en fjärilsart som beskrevs av Yoshimoto. Hemieuxoa basistriga ingår i släktet Hemieuxoa och familjen nattflyn. Inga underarter finns listade i Catalogue of Life.